# East Lindfield
East Lindfield är en del av en befolkad plats i Australien. Den ligger i kommunen Ku-ring-gai och delstaten New South Wales, i den sydöstra delen av landet, omkring 11 kilometer norr om delstatshuvudstaden Sydney. Antalet invånare är 3 628.
Trakten är tätbefolkad. Närmaste större samhälle är Sydney, omkring 11 kilometer söder om East Lindfield. 
Runt East Lindfield är det i huvudsak tätbebyggt. Genomsnittlig årsnederbörd är 1 380 millimeter. Den regnigaste månaden är februari, med i genomsnitt 200 mm nederbörd, och den torraste är juli, med 36 mm nederbörd.